# باتريس ويلسون
باتريس ويلسون (بالإنجليزية: Patrice Wilson)‏ هو كاتب أغاني ومنتج أسطوانات نيجيري، ولد في 19 يونيو 1983.

## وصلات خارجية
- باتريس ويلسون على موقع IMDb (الإنجليزية)
- باتريس ويلسون على موقع ميوزك برينز (الإنجليزية)
- باتريس ويلسون على موقع أول ميوزيك (الإنجليزية)
- باتريس ويلسون على موقع ديسكوغز (الإنجليزية)